# یولانتا مروتک
یولانتا مروتک (لهستانی: Jolanta Mrotek؛ زادهٔ ۱۷ مه ۱۹۷۰) بازیگر اهل لهستان است.
از فیلم‌ها یا مجموعه‌های تلویزیونی که وی در آن‌ها نقش داشته‌است، می‌توان به اجاره‌نشین‌ها، خانه کشیش، پدر متیو و طایفه اشاره نمود.